# HD217991
HD217991 — хімічно пекулярна зоря спектрального класу A2, що має видиму зоряну величину в смузі V приблизно  8,8.
Вона  розташована на відстані близько 1128,6 світлових років від Сонця.